# Lettische Badmintonmeisterschaft 1978
Die Lettische Badmintonmeisterschaft 1978 fand in Liepāja statt. Es war die 15. Auflage der nationalen Titelkämpfe von Lettland im Badminton, zu dieser Zeit noch als Meisterschaft der Sowjetrepublik.

## Titelträger
| Disziplin    | Sieger                            |
| ------------ | --------------------------------- |
| Herreneinzel | Jānis Trops                       |
| Dameneinzel  | Una Ābeltiņa                      |
| Herrendoppel | Vladimirs Uļjanovs Viktors Itkins |
| Damendoppel  | Ilona Lāce Maija Liepkalna        |
| Mixed        | Jānis Trops Una Ābeltiņa          |